# Elizabeth Gilbert
Elizabeth M. Gilbert, ameriška pisateljica; * 18. julij 1969, Waterbury, Connecticut, ZDA.
Zaslovela je z veliko prodajno uspešnico, romanom Jej, moli, ljubi (v izvirniku Eat, Pray, Love) iz leta 2006. Roman je v slovenščini izdala založba Učila leta 2009. Po romanu je bil leta 2010 posnet tudi istoimenski film.

## Knjige
Njena prva knjiga je bila Pilgrims (Houghton Mifflin, 1997), zbirka kratkih zgodb, ki je prejela nagrado Pushcart ter se uvrstila med finaliste za nagrado PEN/Hemingway. Sledila sta romana  Stern Men (Houghton Mifflin, 2000) in The Last American Man (2002); slednji je bil nominiran za knjižno nagrado National Book Award. Leta 2006 je izšla knjiga Jej, moli, ljubi: Zgodba o ženski, ki je v Italiji, Indiji in Indoneziji iskala vse (Viking, 2006), kronika njenega "spiritualističnega in osebnostnega iskanja", ki ga je preživljala na potovanjih. Potovanja je financirala s pomočjo predujma, ki ga je prejela od založnika za nastajajočo knjigo. Družba Columbia Pictures je po zgodbi posnela istoimenski film z Julio Roberts v vlogi Elizabeth Gilbert.
Njena peta knjiga, Committed: A Skeptic Makes Peace with Marriage, je pri založbi Viking izšla januarja 2010 in je nekako nadaljevanje knjige Jej, moli, ljubi. Med drugim govori o instituciji poroke s sodobnega stališča; opisuje tudi stališče do istospolnih porok in jih primerja z medrasnimi porokami pred letom 1970.

### Zbirka zgodb
- Pilgrims (1997) (Pushcart Prize, finalis tnagrade PEN/Hemingway)

### Romani
- Stern Men (2000)

### Življenjepisi
- The Last American Man (2002) (finalist za nagradi National Book Award in National Book Critic's Circle Award)

### Spomini
- Jej, moli, ljubi, angl. Eat, Pray, Love (2006)
- Committed (2010)